# Amphineurus collessi
Amphineurus (Amphineurus) collessi là một loài ruồi trong họ Limoniidae. Chúng phân bố ở miền Australasia.